# Agustín Osorio
Agustín Osorio (n. 2 februarie 2001, Marcos Paz⁠(d), Buenos Aires, Argentina) este un sportiv ce a reprezentat Argentina. A participat la competiții asociate Jocurilor Olimpice în care a câștigat o medalie de argint.